# Madagodu, Alur
Madagodu là một làng thuộc tehsil Alur, huyện Hassan, bang Karnataka, Ấn Độ.